# 押切駅
押切駅（おしきりえき）は、新潟県長岡市池之島にある、東日本旅客鉄道（JR東日本）信越本線の駅である。

## 歴史
- 1901年（明治34年）9月1日：北越鉄道の駅として開業[3]。
- 1907年（明治40年）8月1日：北越鉄道が国有化され、帝国鉄道庁（国有鉄道）の駅となる[2]。
- 1970年（昭和45年）10月1日：貨物の取り扱いを廃止[2]。
- 1984年（昭和59年）2月1日：荷物の扱いを廃止[2]。
- 1987年（昭和62年）4月1日：国鉄分割民営化により、東日本旅客鉄道の駅となる[2]。
- 1993年（平成5年）12月1日：駅員無配置化に伴い、簡易委託化[4]。
- 1995年（平成7年）：駅舎を改築[1]。
- 2007年（平成19年）4月1日：簡易委託を解除し、無人駅となる[1][5]。
- 2008年（平成20年）3月15日：新潟近郊区間の拡大により、ICカード「Suica」の利用が可能となる[6]。

## 駅構造
単式ホーム2面2線を有する地上駅である。かつては2面3線であった。両ホームは跨線橋で連絡されている。
駅舎は1995年（平成7年）に建てられたもので、長岡駅管理の無人駅である。乗車駅証明書発行機や簡易Suica改札機が設置されている。

### のりば
| 番線 | 路線      | 方向 | 行先           |
| ---- | --------- | ---- | -------------- |
| 1    | ■信越本線 | 下り | 新津・新潟方面 |
| 2    | ■信越本線 | 上り | 長岡・柏崎方面 |

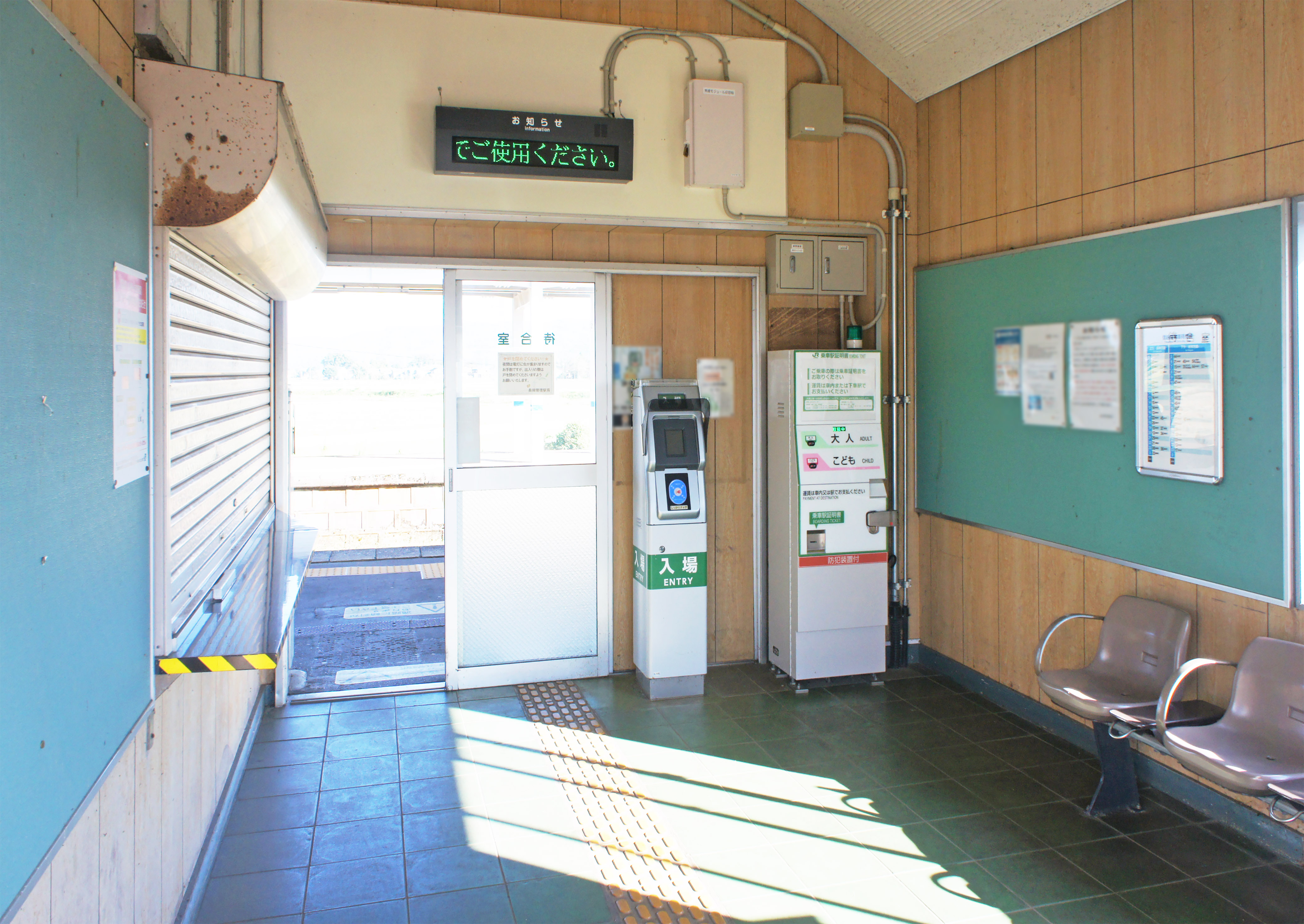
改札口（2021年9月）
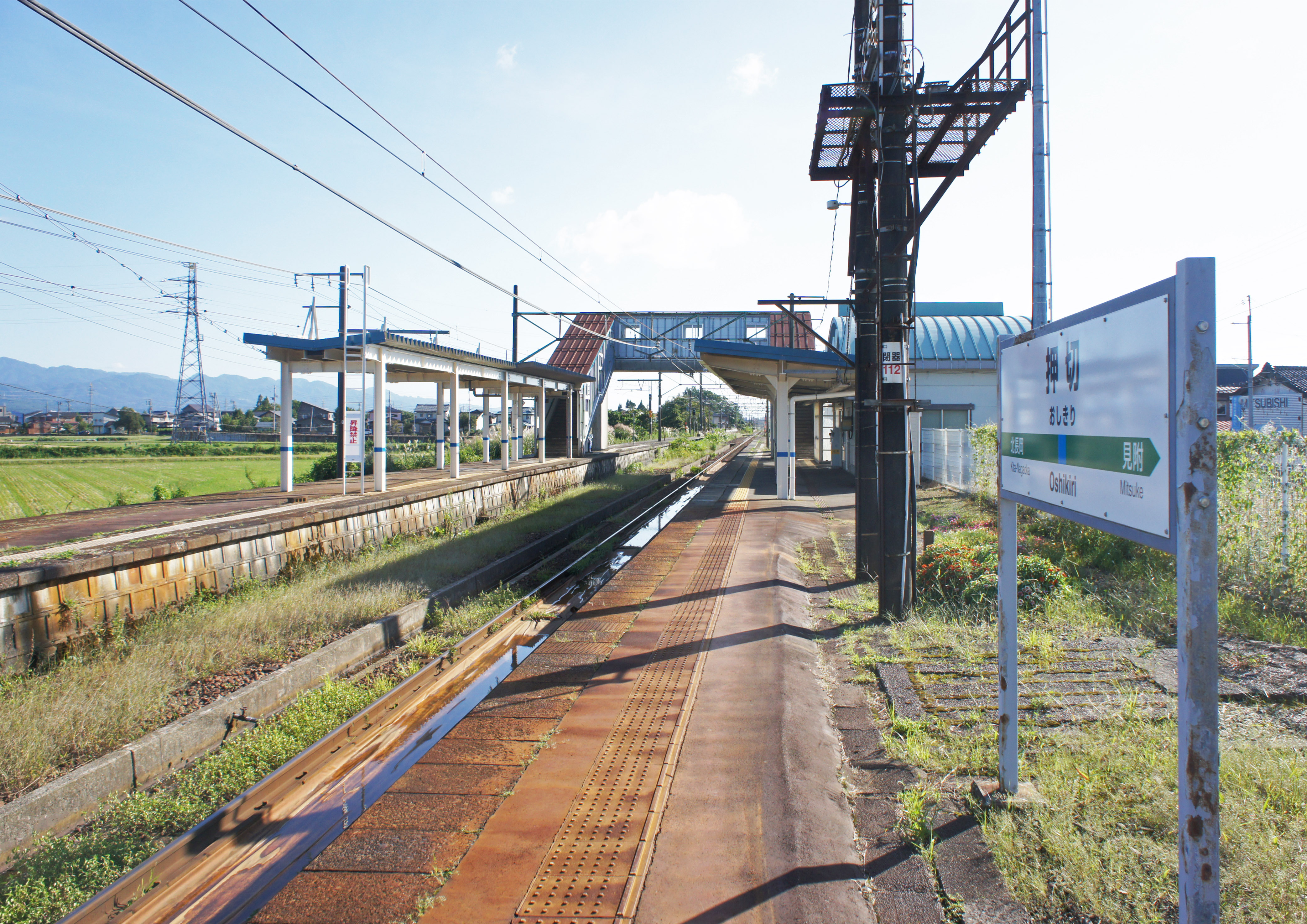
ホーム（2021年9月）

## 利用状況
「長岡市統計年鑑」によると、2009年度（平成21年度）・2010年度（平成22年度）の1日平均乗車人員は以下のとおりであった。
| 乗車人員推移       | 乗車人員推移     | 乗車人員推移 |
| 年度               | 1日平均 乗車人員 | 出典         |
| ------------------ | ---------------- | ------------ |
| 2009年（平成21年） | 420              | [ 8 ]        |
| 2010年（平成22年） | 430              | [ 9 ]        |

## 駅周辺
駅前は集落が形成されている。駅利用者向けのパークアンドライド駐車場が整備されている。
- JAえちご中越 上通プラザ店
- 押切駅前郵便局
- 長岡市立新組小学校
- 新潟県道109号押切停車場線
- 新潟県道242号七軒町見附線
- 北越戊辰戦争伝承館

## バス路線
駅の南東側、徒歩約8分の新潟県道126号長岡見附線沿いに越後交通の「七軒町」バス停があり、見附市街・栃尾方面と長岡駅方面を結ぶ急行路線バスが運行されている。

## 隣の駅
東日本旅客鉄道（JR東日本）
■信越本線
■快速
通過
■普通
北長岡駅 - 押切駅 - 見附駅